# Sokratis Kokkalis
Sokratis Kokkalis (in greco Σωκράτης Κόκκαλης; Atene, 27 maggio 1939) è un imprenditore greco, già presidente dell'Olympiacos. È nella lista degli uomini più ricchi stilata dalla rivista Forbes fin dal 1999.

## Biografia
È il figlio di Petros Kokkalis, un chirurgo noto per essersi schierato con le forze partigiane greche allo scoppio della guerra civile. In seguito alla sconfitta di queste, il medico fu costretto a riparare nella Repubblica Democratica Tedesca con tutta la famiglia. Qui ottenne la cattedra di medicina alla facoltà di Berlino est.
Socratis Kokkalis, dopo essersi laureato all'Università Lomonosof di Mosca, fece ritorno nella Germania orientale dove lavorò nel settore delle telecomunicazioni. Nel 1964 si stabilì in Grecia dove lavorò come rappresentante per conto di svariate imprese del blocco comunista attive nel settore delle telecomunicazioni e della tipografia.
Nel 1977 fondò la società "INTRAKOM" che vendeva e tuttora vende materiale elettronico e telefonico soprattutto alle aziende di stato greche. Nel 1991 fondò un quotidiano Epikairotita che però chiuse due anni più tardi. Più fortunata fu la fondazione di una radio privata Flash, tuttora fra le più ascoltate in Grecia. Voci che fosse lui il vero acquirente del giornale moscovita russo Pravda acquistata dall'editore greco Iannis Giannikos non furono mai accertate.
Sue sono ancora alcune società come "Gratta e vinci", "Lotto" ed una compagnia di telefonia mobile. Ha rilevato la famosa squadra di calcio "Olympiacos" che era stata abbandonata dal precedente presidente Giorgio Koskotas. Nel febbraio 2002 è stato indagato dal procuratore capo della Repubblica, per frode, lavaggio di denaro sporco e spionaggio ai danni dello stato greco a favore della Stasi, i servizi segreti della ex Germania orientale sciolti nel 1990.
Fino al 2010 ha detenuto la proprietà della polisportiva Olympiacos, poi ceduta all'armatore Evangelos Marinakis.